# アミール・ホセイン・サーデギー
アミール・ホセイン・サーデギー（Amir Hossein Sadeghi、1981年9月6日 - ）は、イランの元サッカー選手。元イラン代表。ポジションはディフェンダー。

## 来歴
2005年にイラン代表でデビュー。2006 FIFAワールドカップのメンバーに選出されるが、出場機会は無かった。
2007年を最後に代表を外れるが、2012年に復帰、2014 FIFAワールドカップではグループステージ全3試合に出場した。2015年までに21試合に出場、1得点をあげた。

## 代表歴

### 出場大会
- イラン代表
  - 2006 FIFAワールドカップ
  - 2014 FIFAワールドカップ

### 試合数
- 国際Aマッチ 21試合 1得点（2005年-2015年）[1]

| イラン代表 | 国際Aマッチ | 国際Aマッチ |
| 年         | 出場        | 得点        |
| ---------- | ----------- | ----------- |
| 2005       | 1           | 0           |
| 2006       | 4           | 0           |
| 2007       | 3           | 0           |
| 2008       | 0           | 0           |
| 2009       | 0           | 0           |
| 2010       | 0           | 0           |
| 2011       | 0           | 0           |
| 2012       | 1           | 0           |
| 2013       | 3           | 1           |
| 2014       | 7           | 0           |
| 2015       | 2           | 0           |
| 通算       | 21          | 1           |